# Austrosaurus mckillopi
Austrosaurus mckillopi (gr. "reptil del sur de H. Mackillop") es la única especie conocida del género extinto Austrosaurus de dinosaurio saurópodo titanosauriano que vivió a principios del período Cretácico, hace aproximadamente entre 98 a 95 millones de años en el Albiense, en lo que es hoy Australia.

## Descripción
Los fósiles indican que el austrosaurio medía 3,9 metros  a la cadera y 4,1 a los hombros, lo que le habría dado una parte posterior casi plana. De acuerdo con Gregory S. Paul, media cerca de 20 metros de largo y un peso de 16 toneladas. Originalmente se pensaba que el austrosaurio tenía la costumbre de pasar el tiempo en el agua o cerca de ella para soportar su peso sobre sus patas. Esta teoría es actualmente considerada errónea ya que el austrosaurio prefería la tierra seca y dura.

## Descubrimiento e investigación
Los primeros restos fueron descubiertos por H. B. Wade en la Estación de Clutha cerca de Maxwelton al norte de Queensland en 1932. Él se lo comunicó al jefe de la estación H. Mackillop, quien se lo mostró a su hermano, el cual luego lo envió al Museo de Queensland. Austrosaurus fue descrito por Heber Longman en 1933.
En 1999 en una propiedad cerca de Winton  en el centro oeste de  Queensland, Australia, Dave Elliott encontró un fémur del que se ha transformado en el mayor dinosaurio hallado en Australia. Se han desenterrado parte del fémur derecho y algunas costillas. Este espécimen es llamado Mary, en honor a la Dra Mary Wade, quien dirigió las excavaciones. Estudios previos colocan a este animal cerca del Austrosaurus mackillopi colocándolo en el mismo género o en uno muy cercano.
El holotipo, el espécimen QM F2316, consta de una gran vértebra presacra incompleta. En 1981 Coombs y Molner describieron 5 especímenes más incompletos, el QM F3390 del cual se conocen los extremos proximal y distal del húmero y fémur y los extremos de tres metacarpianos, el QM F6737 con 9 vértebras caudales con el arco neural incompleto, 3 vértebras dorsales parciales, escápula incompleta, extremo distal del isquion y piezas de las costillas, el QM F7291 que se hallaron el  extremo distal de la ulna y el fémur y metacarpo, el QM F7292 con 18 vértebras caudales, carpo, 2 ulnas incompletas, dos radios incompletos, la espina escapular incompleta, un ilion fragmentario, 4 metacarpos y piezas de las costillas, y el QM F7880 con la cabeza femoral del coracoides encontrados Formación de Winton

## Clasificación
Fue encontrado en el centro este de la isla continente, cerca de Queensland. Inicialmente  el austrosaurio fue considerado un cetiosáurido, como los cetiosaurios y el chunosaurio. Pero debido a los nuevos descubrimientos, Ralph Molnar que ha encontrado al espécimen llamado "Elliot", lo ha colocado entre los titanosaurianos, por varias particularidades encontradas en las vértebras. Hocknull sugirió que Austrosaurus mckillopi difería muy poco de MGC 7292, el holotipo de Wintonotitan wattsii , y debe ser considerado un nomen dubium.